# 第101部隊 (イスラエル国防軍)

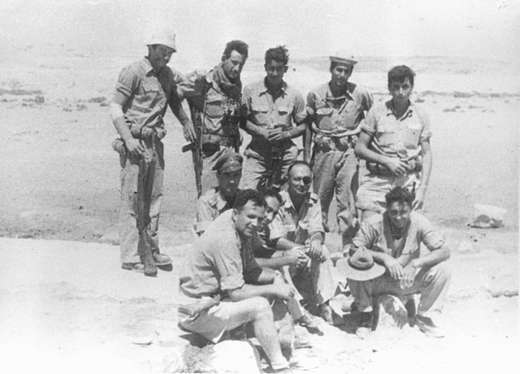
第101部隊の隊員達

第101部隊(だいひゃくいちぶたい、חידה 101)は、1953年から1955年の間に存在していたイスラエル国防軍の特殊部隊。人数は50人程度と少数で、国防軍に復帰したアリエル・シャロンが指揮を取っていた。

## 概要
隊員はキブツやモシャブの出身者より編成された。
その主な任務は偵察、不正規戦、対テロ作戦であり、テロに対する報復のためにイスラエル領域外で行動を行なっていた。
また、第101部隊はたびたび民間人への攻撃を行ったとされており、パレスチナの難民キャンプを襲撃して20人のアラブ人を殺害した事件や、キビヤの虐殺(後述)の当事者であった。
第101部隊はその後890空挺大隊に合併され、空挺大隊は現在、第98空挺師団指揮下の第35"ツァンハニム"空挺旅団として存続している。また、国防軍内にて第101部隊と同様の働きをする特殊部隊として1959年にサイェレット・マトカルが登場した。

## キビヤの虐殺
キビヤの虐殺は、3人のイスラエル人が殺害されたことへの報復作戦をきっかけに、1953年10月14日にヨルダン川西岸のキビヤ村で実行された虐殺事件である。
第101部隊や作戦に加わった他のイスラエル軍の兵士はキビヤ村にいたアラブ人兵士と銃撃戦を行った末、迫撃砲などよって住民を攻撃し、結果的に42人の民間人が殺害され、15人が負傷した。
また、この虐殺により、この軍事作戦での要職にいたダヴィド・ベン＝グリオンが政府職を一時辞任した。

## リンク
- Israeli Special Forces History
- Unit 101 - Specwar.info